# Penteli (Grecia)
Penteli  este un oraș în Grecia în prefectura Attica.